# كل عام وأنت حبيبتي
كل عام وأنتِ حبيبتي، مجموعة شعرية من مؤلفات الشاعر العربي السوري نزار قباني، صدرت في عام 1977، عن منشورات نزار قباني في بيروت، لبنان.